# Epigynopteryx stictigramma
Epigynopteryx stictigramma là một loài bướm đêm trong họ Geometridae.